# Хассі-Р'Мель – Кудіет-Еддрауш
Хассі-Р'Мель – Кудіет-Еддрауш (Koudiet Eddraouche) – газопровід в Алжирі. За прийнятою в цій країні системою позначень відомий як GK3.
На найбільшому газовому родовищі Алжиру Хассі-Р'Мель сформувався газотранспортний хабу, який окрім продукції власне Хассі-Р'Мель також отримує ресурс по газопроводах Алрар – Хассі-Р'Мель, Рурд-Нусс – Хассі-Р'Мель, Кречба – Хассі-Р'Мель, Регган – Хассі-Р'Мель, Гассі-ель-Гара – Хассі-Р'Мель. Далі ресурс газу може транспортуватись по кількох напрямках, зокрема, по запущеному в 2012-му газопроводу GK3, який більше половини маршруту прямує в одному коридорі зі спорудженими раніше газопроводами GK1/GK2 (Хассі-Р'Мель – Скікда), після чого відхиляється на схід. 
Первісно кінцевим пунктом GK3 повинна була бути Ель-Кала, де мав починатись транссередземноморський газопровід GALSI, який планували прокласти через Сардинію до континентальної Італії. Втім, проект GALSI так і не реалізувався, так що кінцевим пунктом стала ТЕС Кудіет-Еддрауш (введена в дію у 2012-му), майданчик якої знаходиться на узбережжі Середземного моря за три десятки кілометрів на захід від Ель-Кала. Також система GK3 має відгалуження від Тамлюки (Tamlouka) до Скікди (тут великими споживачами є завод з зрідження газу та ТЕС Скікда). Довжина GK3 становить 786 км, з яких 87 км припадає на перемичку Тамлюка – Скікда. Трубопровід виконаний в діаметрі 1200 мм та розрахований на робочий тиск у 8 МПа.
Окрім зазначеної вище ТЕС Кудіет-Еддрауш блакитне паливо від GK3 отримує ТЕС Айн-Джассер, до якої в 2017-му проклали перемичку довжиною 5 км та діаметром 700 мм (це відбувається ще до розходження трас GK3 та GK1/GK2, так що Айн-Джассер також отримує ресурс від обох систем).